# Astrid Johannessen (pianiste)
Astrid Marie Johannessen  (Bergen, 10 mei 1870 — 1944) was een Noors pianiste.
Ze huwde in 1897 Samson Onarheim (1863-1949). Uit dat gezin kwam militair en zakenman Frode Onarheim (1900-1985) voort. Kleinkind is de politicus Leif Frode Onarheim.
Johannessen werd voornamelijk bekend als pianolerares, maar gaf in haar hoogtijdagen concerten. Ze heeft in 1896 lessen gevolgd bij Percy Sherwood, die toen in Dresden woonde en les gaf aan het conservatorium. Na de geboorte van haar zoon verdween ze weer van het concertpodium en gaf nog een aantal jaren les. 
Enkele concerten:
- 8 april 1893: ze begeleidde Ellen Gulbranson, maar ook een solowerk van Robert Schumann
- 20 oktober 1894: ze trad op als begeleider van het echtpaar Gina Bjørnson en Bjørn Bjørnson
- 6 maart 1897: ze is hoofdartieste bijgestaan door Kirsten Nicolaisen en het orkest van het Christiania Theater onder leiding van Per Winge; ze speelde onder meer het Concertstuk opus 92 van Robert Schumann en begeleidde in liederen van Agathe Backer-Grøndahl en Johan Backer Lunde.